# Geometria algebrica

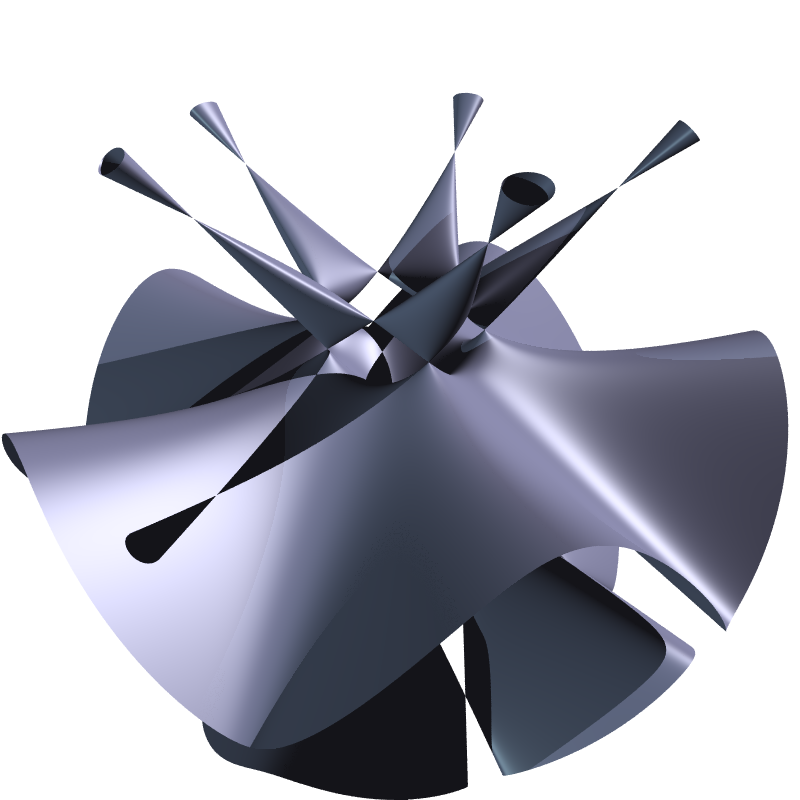
Questa superficie di Togliatti è una superficie algebrica di grado 5. La figura rappresenta una porzione del suo luogo reale.

La geometria algebrica è un campo della matematica, che, come il nome stesso suggerisce, unisce l'algebra astratta (soprattutto l'algebra commutativa) alla geometria. Oggetto principale di studio della geometria algebrica sono le varietà algebriche, oggetti geometrici definiti come soluzioni di equazioni algebriche.
Un campo strettamente correlato è la geometria aritmetica.

## Zeri simultanei di polinomi
In geometria algebrica gli oggetti geometrici studiati sono definiti come zeri di un certo numero di polinomi: si tratta dell'insieme degli zeri in comune o equivalentemente delle soluzioni di una o più equazioni polinomiali. Per esempio, la sfera di dimensione due nello spazio euclideo R3 di dimensione tre è definita come l'insieme di punti (x, y, z) che verificano:
x2 + y2 + z2 -1 = 0.
Un cerchio "storto" in R3 è definito come l'insieme di punti (x, y, z) che verificano entrambe le equazioni:
x2 + y2 + z2 -1 = 0
x + y + z = 0.

## Varietà affini
Per definire una varietà affine, si comincia considerando un campo k. Nella geometria algebrica classica, il campo considerato era sempre quello complesso C, ma molti risultati sono ugualmente veri se assumiamo soltanto che k sia algebricamente chiuso. Definiamo lo spazio affine di dimensione n su k come An(k)=kn (o più semplicemente An, quando k risulta chiaro dal contesto). Il proposito di questa apparentemente superflua notazione è di enfatizzare che ci si "dimentica" la struttura di spazio vettoriale che porta con sé kn. Parlando in modo astratto, An è, per il momento, un semplice insieme di punti. 
Una funzione f : An → A1 viene detta regolare se può essere scritta come un polinomio, ovvero, se c'è un polinomio p in k[x1,...,xn] tale che f(t1,...,tn) = p(t1,...,tn) per ogni punto (t1,...,tn) di An.
Le funzioni regolari sullo spazio affine n-dimensionale sono quindi esattamente la stessa cosa dei polinomi su k in n variabili. Denoteremo l'insieme delle funzioni regolari su An con k[An].
Diciamo che un polinomio si annulla in un punto se valutato in quel punto restituisce zero. Sia S un insieme di polinomi in k[An]. Il luogo degli zeri di S è l'insieme V(S) di tutti i punti in An sui quali tutti i polinomi di S si annullano. In altre parole, 
{\displaystyle V(S)=\{(t_{1},\dots ,t_{n})|\forall p\in S,p(t_{1},\dots ,t_{n})=0\}.}
Un sottoinsieme di An che si può scrivere come V(S) per qualche S viene chiamato insieme algebrico. La V  sta per varietà algebrica (un tipo specifico di insieme algebrico che definiremo tra poco).
Dato un sottoinsieme U di An, è possibile recuperare l'insieme dei polinomi che lo generano? Se U è un qualunque sottoinsieme di An, definiamo I(U) come l'insieme di tutti i polinomi il cui luogo degli zeri contiene U. La I sta per ideale: se due polinomi f e g si annullano entrambi su U, allora f+g si annulla su U, e se h è un qualunque polinomio, allora hf si annulla su U, quindi I(U) è sempre un ideale di k[An].
Due domande naturali da porsi sono:
- Dato un sottoinsieme U di An, quando vale U = V(I(U))?
- Dato un insieme S di polinomi, quando vale S = I(V(S))?

La risposta alla prima domanda è immediata dopo aver introdotto la topologia di Zariski, una topologia su An che riflette direttamente la struttura algebrica di k[An]. Allora U = V(I(U)) se e solo se U è un insieme Zariski-chiuso (più precisamente, si ha che V(I(U)) è proprio la chiusura di U secondo la topologia di Zariski). La risposta alla seconda domanda viene data dal teorema degli zeri di Hilbert. In una delle sue forme equivalenti, questo teorema afferma che I(V(S)) è il radicale dell'ideale generato da S.
Per varie ragioni potremmo non volere sempre lavorare con l'intero ideale che corrisponde a un insieme algebrico U. Grazie al teorema della base di Hilbert sappiamo che gli ideali in k[An] sono sempre finitamente generati, quindi possiamo considerare un insieme finito di polinomi che genera I(U). In particolare U è l'intersezione di un numero finito di insiemi algebrici del tipo V(f), con f polinomio.
Un insieme algebrico viene detto irriducibile se non può essere scritto come unione di due insiemi algebrici più piccoli. Un insieme algebrico irriducibile viene anche detto varietà algebrica. Si può dimostrare che un insieme algebrico è una varietà algebrica se e solo se i polinomi che lo definiscono generano un ideale primo dell'anello dei polinomi.

## Anello delle coordinate di una varietà
Proprio come le funzioni continue sono le applicazioni naturali su uno spazio topologico e le funzioni lisce sono le applicazioni naturali su una varietà differenziabile, c'è una classe naturale di applicazioni su un insieme algebrico, chiamate funzioni regolari. Una funzione regolare su un insieme algebrico V contenuto in An è definito come la restrizione di una funzione regolare su An, nel senso che abbiamo definito sopra.
Può sembrare eccessivamente restrittivo richiedere che una funzione regolare si possa sempre estendere allo spazio ambiente, ma la situazione è molto simile a quella di uno spazio topologico normale, dove il teorema di estensione di Tietze garantisce che una funzione continua su un insieme chiuso si può sempre estendere allo spazio topologico ambiente.
Proprio come le funzioni regolari sugli spazi affini, le funzioni regolari su V formano un anello, che denotiamo con k[V]. Questo anello è chiamato anello delle coordinate di V.
Poiché le funzioni regolari su V derivano da funzioni regolari su An, dovrebbe esserci una relazione tra i loro anelli delle coordinate. Specificatamente, per ottenere una funzione in k[V] abbiamo preso una funzione in k[An], e abbiamo detto che non la distinguiamo da un'altra funzione in k[An] se esse restituiscono gli stessi valori su V. Questo equivale a dire che la loro differenza è zero su V. Da ciò possiamo vedere che k[V] è il quoziente k[An]/I(V).

## Teoria proiettiva
Invece di lavorare nello spazio affine An(k), si lavora più spesso nello spazio proiettivo Pn(k). Il vantaggio di questo approccio è che il numero di intersezioni può essere facilmente calcolato con il teorema di Bézout.

## Punto di vista attuale sulla teoria
Nella visione moderna il rapporto tra varietà ed anello delle coordinate è invertito: si parte con un anello commutativo e si definisce la varietà corrispondente usando gli ideali primi. Gli ideali primi ottengono una struttura di spazio topologico, lo spettro dell'anello. Nella formulazione generale questo porta agli schemi di Alexander Grothendieck.
Un'importante classe di varietà sono le varietà abeliane, varietà i cui punti formano un gruppo abeliano. Un esempio di queste sono le curve ellittiche che si usano nella crittografia ellittica e sono servite per la dimostrazione dell'ultimo teorema di Fermat.
Mentre parte della geometria algebrica è interessata agli enunciati generali e astratti sulle varietà, sono stati sviluppati dei metodi per i calcoli su un insieme preciso di polinomi. Il più importante è la tecnica delle basi di Gröbner che sono alla base di tutta l'algebra computazionale.
La geometria algebrica è stata sviluppata largamente dai geometri italiani nella prima parte del XX secolo. Il loro lavoro sulla geometria birazionale era profondo, ma non si poggiava su una base abbastanza rigorosa. L'algebra commutativa fu sviluppata, anch'essa all'inizio del XX secolo da David Hilbert, Emmy Noether e altri avendo in mente delle applicazioni geometriche.
Negli anni 1930 e anni 1940 Oscar Zariski, André Weil e altri capirono la necessità di una geometria algebrica assiomatica su basi rigorose. Per un certo tempo furono usate diverse teorie.
Negli anni 1950 e anni 1960 Jean-Pierre Serre e Alexander Grothendieck rigettarono le fondamenta usando la teoria dei fasci. Dopo all'incirca il 1960 l'idea degli schemi fu raffinata, insieme ad un complesso apparato di tecniche omologiche. Dopo un decennio di rapidi sviluppi il campo si stabilizzò negli anni 1970 e vennero create delle applicazioni, sia alla teoria dei numeri sia a questioni più geometriche come varietà algebriche, singolarità e moduli.